# Luz Machado
Luz Machado, nota anche con lo pseudonimo di Ágata Cruz (Ciudad Bolívar, 3 febbraio 1916 – Caracas, 11 agosto 1999), è stata una scrittrice, giornalista e politica venezuelana cofondatrice di Círculo Escritores de Venezuela e membro della Sociedad Bolivariana.

## Opere
- Ronda
- Variaciones en tono de amor
- Vaso de resplandor
- Canto al Orinoco
- Sonetos nobles y sentimentales
- Sonetos a la sombra de Sor Juana Inés de la Cruz
- Retratos y tormentos
- Crónicas sobre Guayana

## Premi
- Medalla de Plata, Asociación de Escritores Venezolanos.
- Premio Nacional de Literatura de Venezuela, 1987.
- Orden Francisco Miranda, 1993